# Museum für anatolische Zivilisationen
Das Museum für anatolische Zivilisationen (türkisch Anadolu Medeniyetleri Müzesi) in Ankara, auch bekannt als Hethitermuseum, ist neben dem Arkeoloji Müzesi in Istanbul das bedeutendste archäologische Museum der Türkei. Es liegt im Stadtteil Atpazarı in der Altstadt von Ankara unterhalb der Zitadelle.
Obwohl ursprünglich als zentraler Sammlungsort für Zeugnisse der Hethiter geplant, zeigt das Museum heute Ausstellungsstücke aus allen Perioden von der Steinzeit bis zur Neuzeit. Der Schwerpunkt liegt allerdings auf den Epochen bis zum Beginn des ersten vorchristlichen Jahrhunderts, dabei wiederum vor allem auf den hethitischen Hinterlassenschaften. Die Zeit von der klassischen Antike bis zum osmanischen Reich wird nur in ausgewählten Stücken, meist aus Ankara und der näheren Umgebung, repräsentiert.
Das Europäische Museumsforum hat dem Museum die Auszeichnung „Europäisches Museum des Jahres 1997“ verliehen. Die hier ausgestellten hethitischen Keilschrifttexte aus Boğazköy gehören zum Weltdokumentenerbe der UNESCO.

## Geschichte

### Gebäude

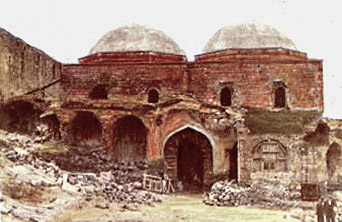
Das Gebäude des Mahmut Paşa Bedesteni vor der Restaurierung

Das heutige Museum ist in zwei Gebäuden aus osmanischer Zeit untergebracht, dem ehemaligen überdachten Basar Mahmut Paşa Bedesteni und der Karawanserei Kurşunlu Han. Den Bedesten (türkisch für Überdachter Basar, von bazistān / بزستان /‚Stoffmarkt‘) ließ Großwesir Mahmud Pascha in den Jahren 1465–1471 erbauen. Hier soll mit Stoffen aus Angorawolle gehandelt worden sein. Der dem üblichen Typus der Basarbauten entsprechende, geschlossene Raum ist von zehn Kuppeln überwölbt und von einem Umgang umschlossen, in dem 102 mit Ziegelgewölben überdeckte Läden lagen.
Der Kurşunlu Han, eine Karawanserei, wurde laut amtlichen Urkunden von Rum Mehmed Pascha, dem Nachfolger Mahmuds als Großwesir Sultan Mehmeds II., geschaffen. Eine Bauinschrift fehlt, sodass eine genaue Datierung nicht möglich ist. Aus Münzen aus der Zeit Murads II. (1421–1451 reg.), die 1946 während der Restaurierung gefunden wurden, kann geschlossen werden, dass das Gebäude im 15. Jahrhundert bereits existierte. Der Han ist vom Typ der osmanischen Karawansereien. Der Innenhof ist von einem Säulengang und 28 Zimmern im Erdgeschoss sowie 30 im ersten Stock umgeben. Im westlichen und südlichen Teil war ein Stall untergebracht. An der Nord- und Ostseite befanden sich 24 Läden, davon vier in dem östlichen Eingangstor. Nach einem Brand im Jahre 1881 wurden die beiden Gebäude aufgegeben und verfielen.

### Museum
Ein erstes archäologisches Museum bestand in Ankara bereits seit 1921 in einem Wehrturm der Festung Akkale unter der Leitung von Kulturdirektor Mübarek Galip Bey. Auch im Augustustempel, dem neben der Hacıbayram-Moschee gelegenen Fundort des Monumentum Ancyranum, und im Römischen Bad wurden Fundstücke ausgestellt.

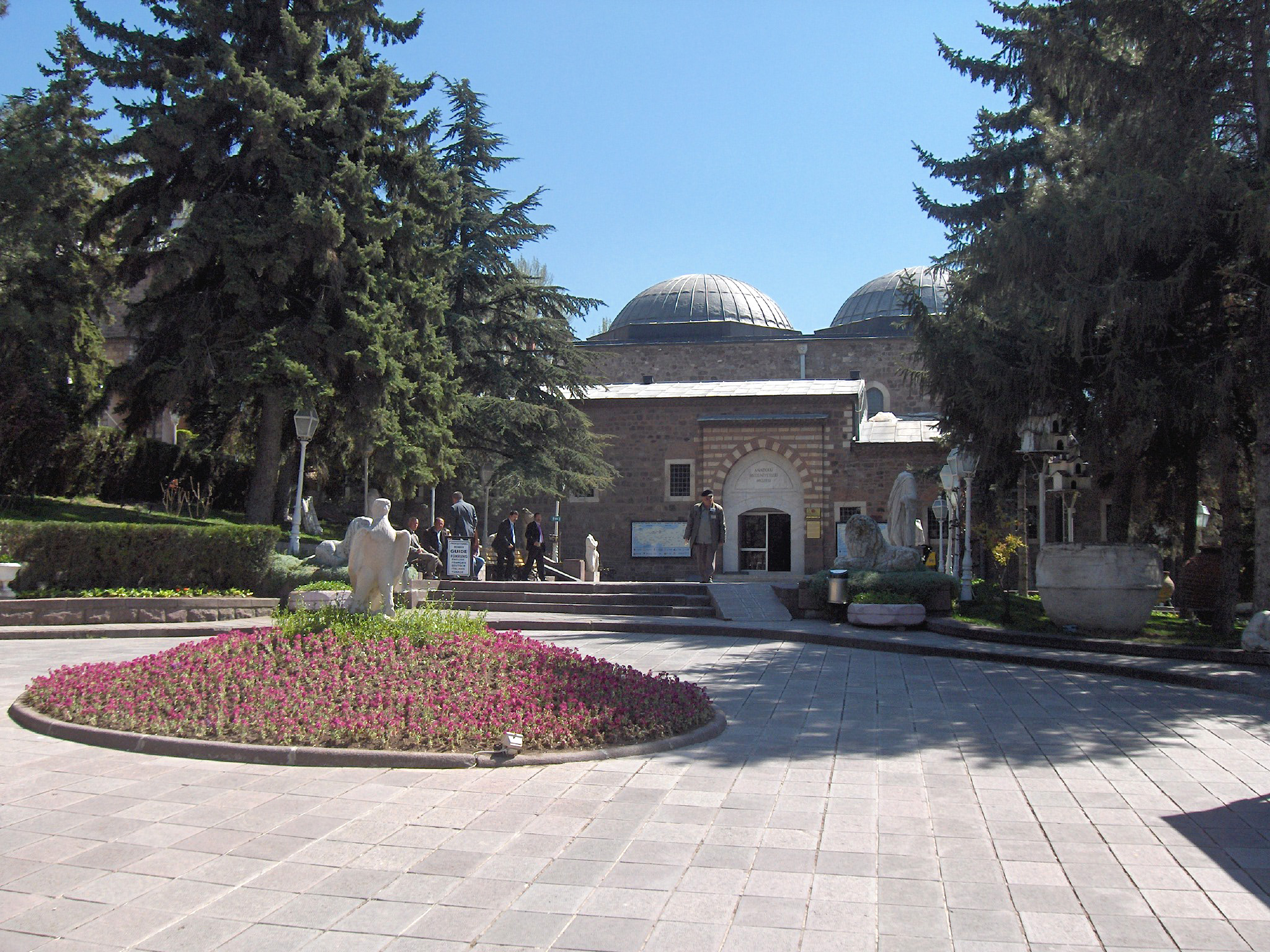
Eingang des Museums

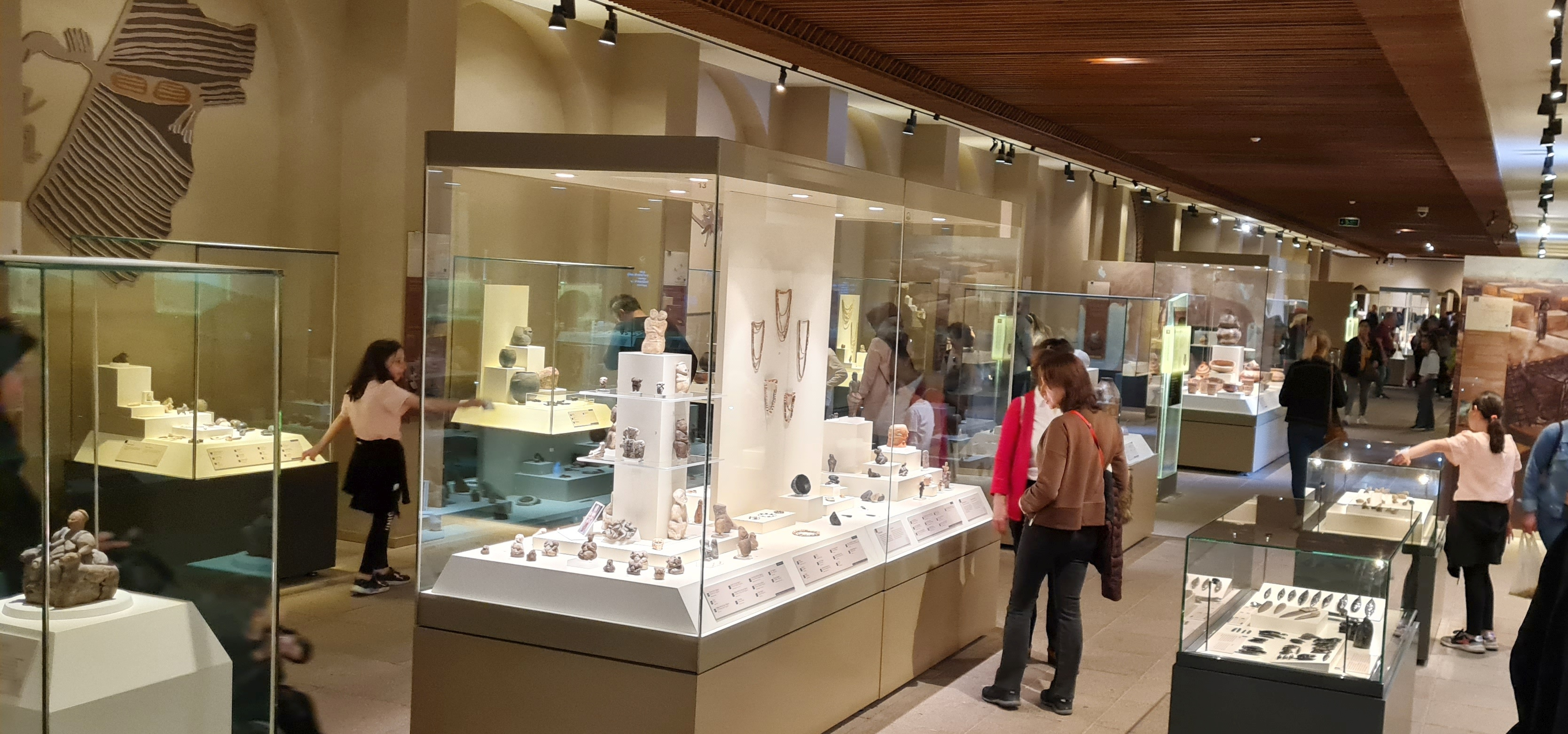
Ausstellungsbereich

Nachdem auf Anregung Mustafa Kemal Atatürks in den 1930er Jahren der Plan entstand, ein zentrales Hethitermuseum zu schaffen, begannen 1938 unter Kulturdirektor Hâmit Zübeyir Koşay und Wissenschaftsminister Saffet Arıkan die Restaurierungsarbeiten an den beiden Gebäuden. Sie dauerten bis 1968 an. Den Plan für die Restaurierung des zentralen Kuppelraums des Bedestens erstellte der Architekt Macit Kural, die eigentlichen Arbeiten wurden nach einer öffentlichen Ausschreibung von Zühtü Bey geleitet, für die Restaurierung der umliegenden Läden zeichnete İhsan Kıygı verantwortlich.
Im Jahr 1940 waren Teile der Umbauarbeiten im Hauptraum des Basargebäudes so weit fortgeschritten, dass unter Leitung des deutschen Archäologen Hans Gustav Güterbock mit dem Aufstellen der Ausstellungsstücke begonnen werden konnte. 1943 schließlich wurde der erste Teil, der jetzige Mittelsaal mit den hethitischen Monumentalwerken, für Besucher freigegeben. Seit der endgültigen Fertigstellung 1968 sind im ehemaligen Kurşunlu Han Verwaltungsräume sowie Bibliothek, Laboratorien, Werkstätten und weitere Forschungsräume untergebracht, während der frühere Basar als Ausstellungsraum genutzt wird.

### Zielsetzung
In den 1930er Jahren kam in der Türkei die Türkische Geschichtsthese auf, der zufolge Kleinasien seit vorgeschichtlicher Zeit durchgängig von türkischstämmigen Einwanderern besiedelt war. Zu ihren Anhängern zählte auch Atatürk. Nachdem Hugo Winckler Boğazköy als Ḫattuša, die Hauptstadt des hethitischen Reichs identifiziert hatte, regte Mustafa Kemal an, ein Hethitermuseum zu gründen, das belegen sollte, dass auch diese türkischer Abstammung waren. Nachdem das Hethitische als indoeuropäische Sprache klassifiziert wurde, wurde die These später aufgegeben und zur Zeit der Fertigstellung war das Museum allen anatolischen Zivilisationen gewidmet, wobei weiterhin das Schwergewicht auf der hethitischen lag.

## Ausstellung

Übersichtsplan

Die Ausstellungsobjekte in den äußeren Sälen sind vom Haupteingang im Norden ausgehend entgegen dem Uhrzeigersinn chronologisch angeordnet, beginnend beim Paläolithikum bis zur klassischen Antike und der Neuzeit. Im zentralen Saal finden sich Orthostatenreliefs und Großskulpturen aus hethitischer und phrygischer Zeit.

### Paläolithikum (Altsteinzeit)
In der Eingangshalle befinden sich altsteinzeitliche Funde aus der Karain-Höhle bei Antalya, darunter Skelette, Schädel und Zähne des Neandertalers, Steinwerkzeuge und -beile sowie aus Knochen angefertigte Nadeln und Schmuckstücke. Es sind die ältesten Funde der Türkei, einige der Funde konnten auf mehr als 400.000 Jahren datiert werden.

### Neolithikum (Jungsteinzeit)

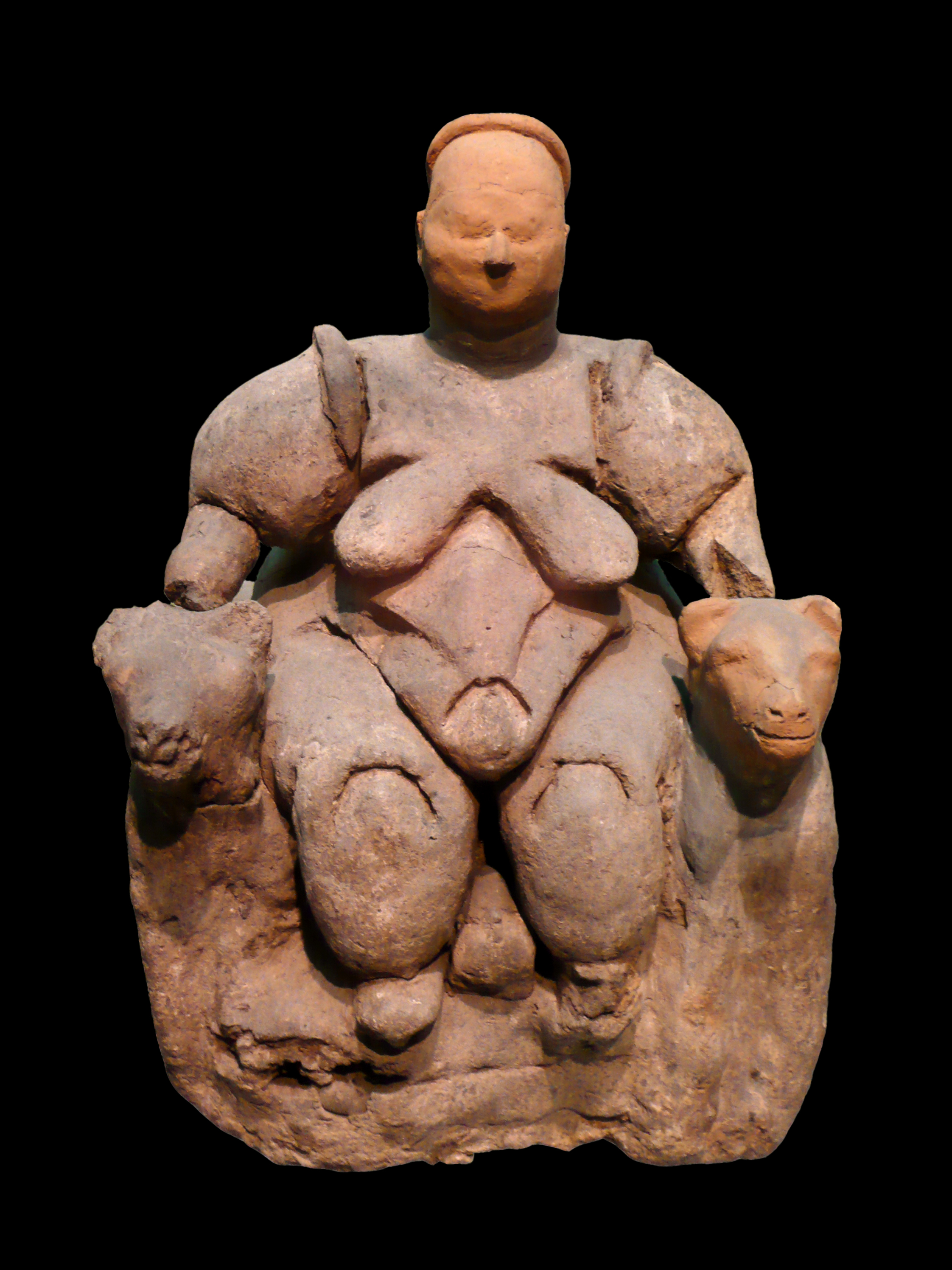
Frauenstatuette, genannt Venus von Çatalhöyük

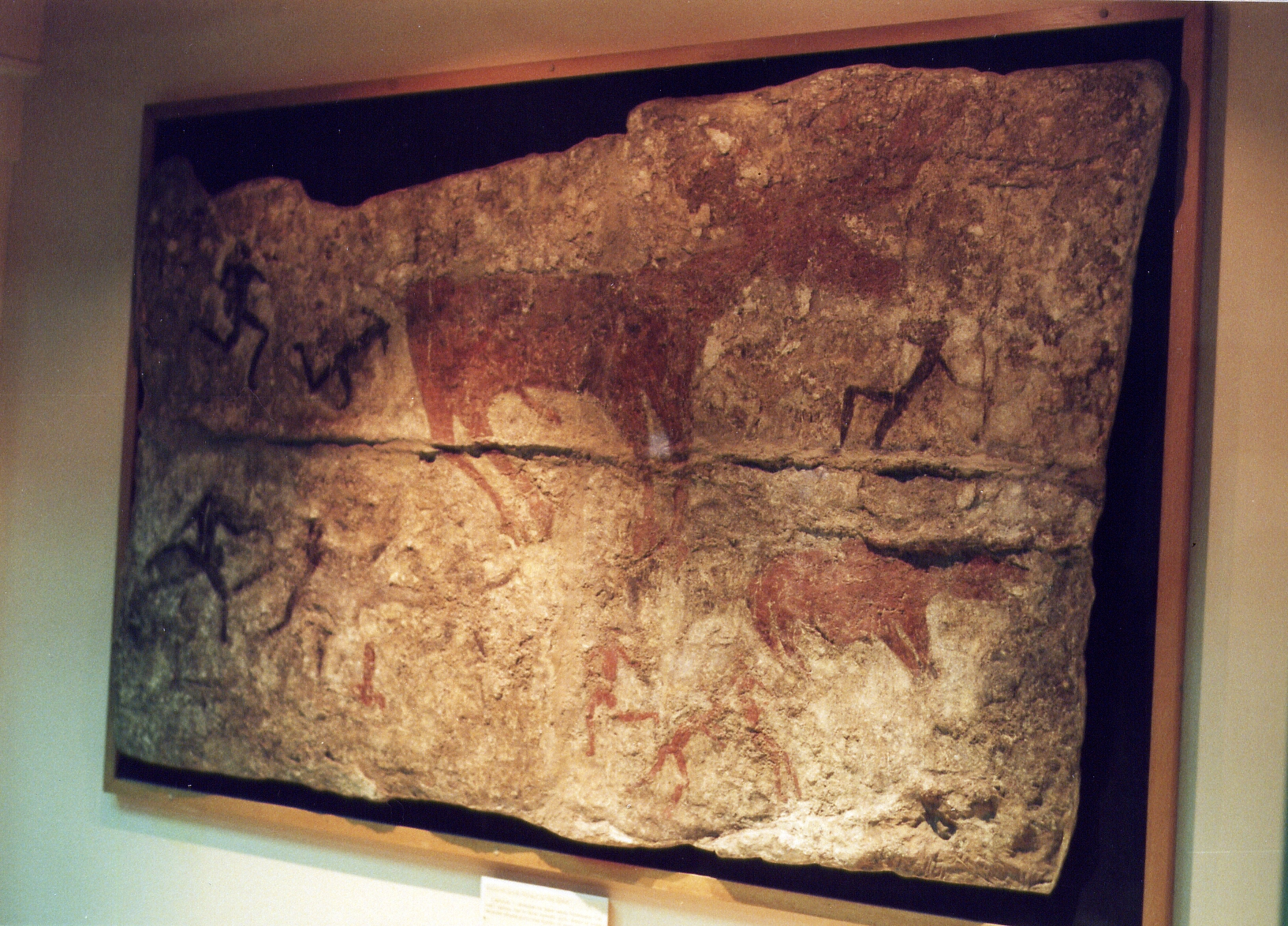
Wandmalerei aus Çatalhöyük, Jagdszenen

Im ersten Teil der Westhalle sind Artefakte der Jungsteinzeit aus Çatalhöyük und Hacılar Höyük in Südwestanatolien zu sehen, sie werden auf die Zeit zwischen 6500 und 5600 v. Chr. datiert. Aus Çatalhöyük sind Wandmalereien zu erwähnen, die mit roter, rosa, brauner, schwarzer und weißer Farbe auf beigem Lehmziegelverputz aufgebracht sind, weiterhin das Modell eines Raumes mit Stierköpfen sowie Statuetten von Göttinnen, darunter die so genannte Venus von Çatalhöyük, die Statuette eine Muttergöttin als gebärende Frau auf einem Thron (Bild unten). Bei den Fundgegenständen aus Hacılar handelt es sich hauptsächlich um polierte Tongefäße.

### Chalkolithikum (Kupferzeit)
Im anschließenden Bereich finden sich Gegenstände der Kupferzeit (5000 bis 3000 v. Chr.). Aus Hacılar stammen sowohl einfarbige, polierte als auch in zunehmendem Maß bunte Keramikerzeugnisse, aus Canhasan in Südanatolien monochrome ebenso wie rot und schwarz bemalte Keramik, weitere Exemplare von Terrakotten der Muttergöttin, außerdem Kupferfunde, darunter ein Armband. In Beycesultan in der Westtürkei wurden ein silberner Ring, Kupfergeräte, Nadeln und das Bruchstück eines Dolches gefunden, die dortige Keramik hat graue, schwarze oder braune Farben und ist teilweise mit weißen Mustern bemalt. Aus Alişar Höyük und Alacahöyük im nördlichen Zentralanatolien sind Tonwaren in braun, schwarz oder dunkelgrau zu sehen, verziert mit Streifen- und Ritzmustern. Aus Tiliktepe bei Van werden neben Geräten aus Obsidian Gefäße gezeigt, die der Halaf-Kultur zugeordnet werden.

### Frühe und mittlere Bronzezeit

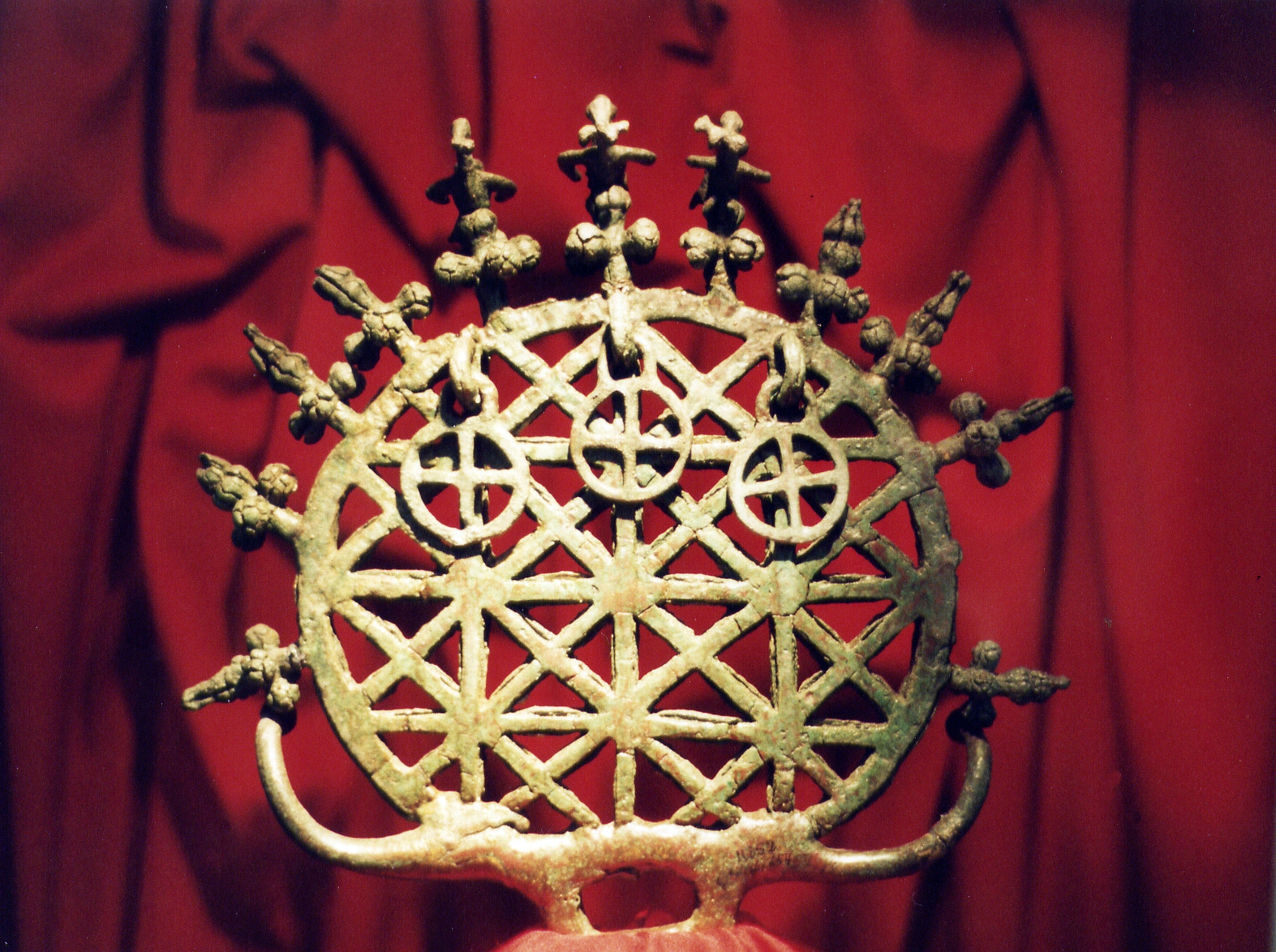
Standarte aus Alacahöyük

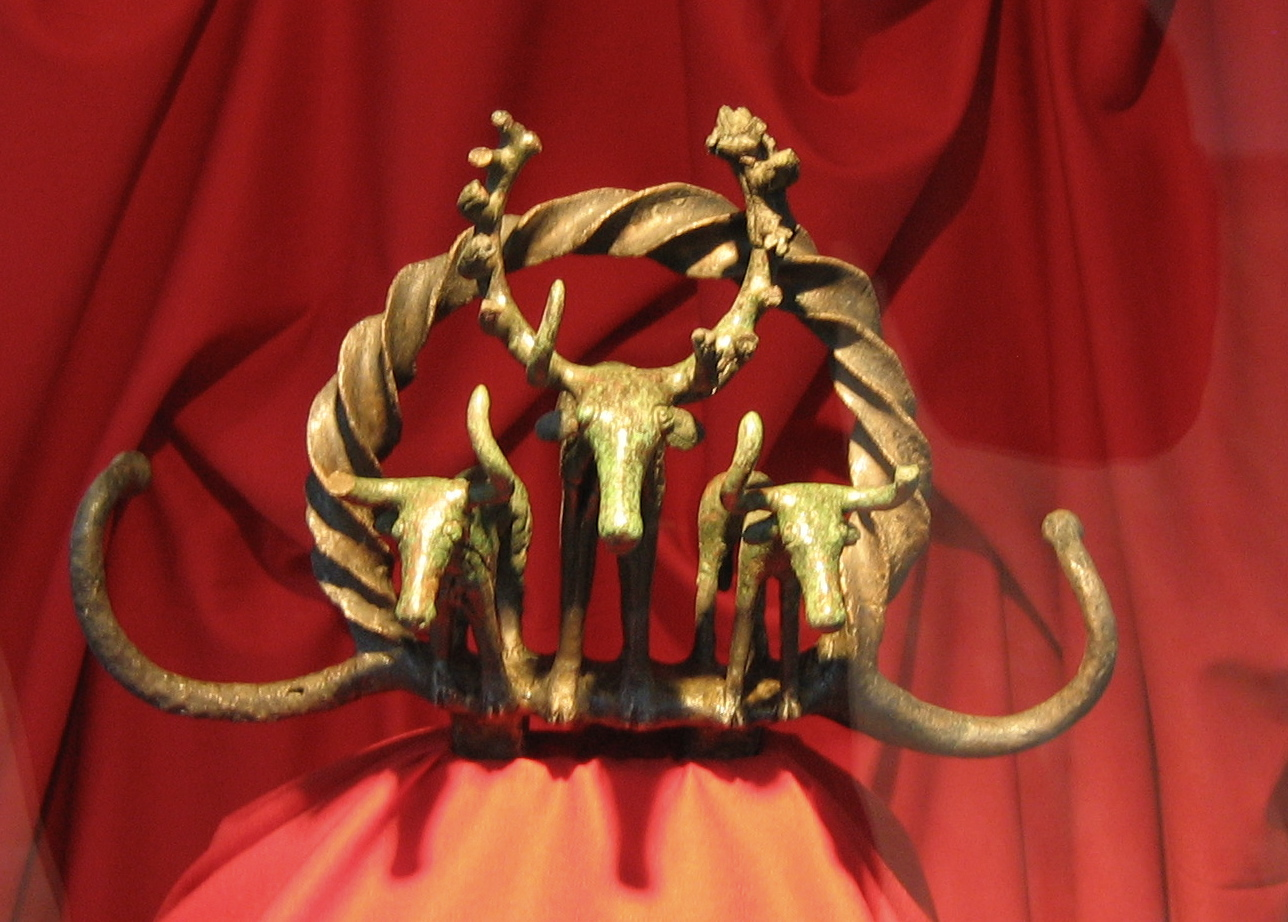
Hirschstandarte aus Alacahöyük

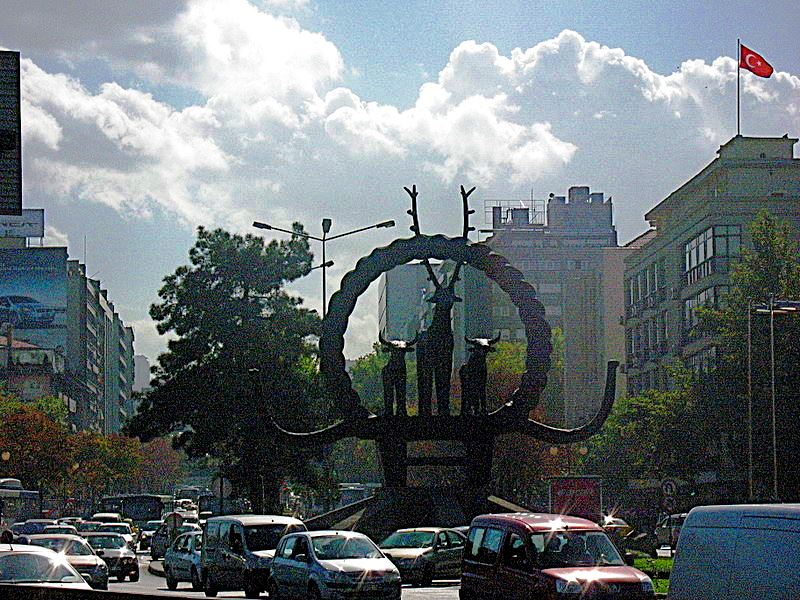
Sıhhiye-Platz, Ankara

Der zweite Teil der Westhalle beinhaltet Funde aus den so genannten Fürstengräbern von Alacahöyük. Sie stammen aus der Zeit der Hattier und werden ins späte dritte Jahrtausend v. Chr. datiert. Die bekanntesten werden als Standarten bezeichnet, es sind durchbrochene Bronzescheiben mit geometrischen Mustern, Sonnen- und Tierdarstellungen, teilweise mit Einlegearbeiten aus Gold und Silber und mit einer Aufsteckvorrichtung. Sie werden als Aufsätze für den Totenwagen interpretiert, mit dem die Fürsten ins Grab gebracht wurden.
Eine der Standarten mit drei Hirschfiguren und Stierhörnern wurde in vielfacher Vergrößerung am zentralen Sıhhiye-Platz in Ankara aufgestellt. Weitere Grabbeigaben aus diesen, über mehrere Generationen von den dortigen Herrschern genutzten Gräbern sind Gegenstände aus Gold, Silber, Elektron, Bronze, Bernstein, Achat, Bergkristall, Eisen und gebranntem Ton. Darunter sind Schmuckstücke wie Diademe, Ketten, Armbänder, Schnallen und Ohrringe, aber auch Gefäße und Waffen aus Bronze und Gold sowie Statuetten, Darstellungen der Muttergöttin und Siatra.
In der Südhalle sind weitere Funde der frühen Bronzezeit ausgestellt. Hier finden sich Relikte aus Alışar Höyük, Kültepe und Beycesultan, größtenteils Gefäße und Idole aus Ton aus der Zeit von 3000 bis 1950 v. Chr. Dazu gehören ebenfalls zahlreiche Gegenstände aus der Zeit der assyrischen Handelskolonien (1950 bis 1750 v. Chr.), die Fundorte sind ebenfalls Alışar Höyük und Kültepe (Kanesch) sowie Acemhöyük und Boğazköy. Zu sehen sind Keilschrifttafeln, Rollsiegel, Tonfiguren und Goldschmuck.

### Zeit des hethitischen Großreichs
Die Fundstücke aus der späten Bronzezeit, mit Ausnahme der großen Orthostatenreliefs, schließen sich im östlichen Teil der Südhalle an. Sie wurden zum größten Teil im Gebiet der heutigen Provinz Çorum, also im Kernland des hethitischen Großreichs um die Hauptstadt Ḫattuša ausgegraben. Die Objekte sind zwischen 1750 und 1200 v. Chr. entstanden. Hierbei sind Tongefäße, darunter Wannen, Feldflaschen, Gefäße mit Sieb und Kantharoi, einige davon in Tierform (Stiere, Enten), Bronzestatuetten, aber auch Siegel und Keilschriftzeugnisse.

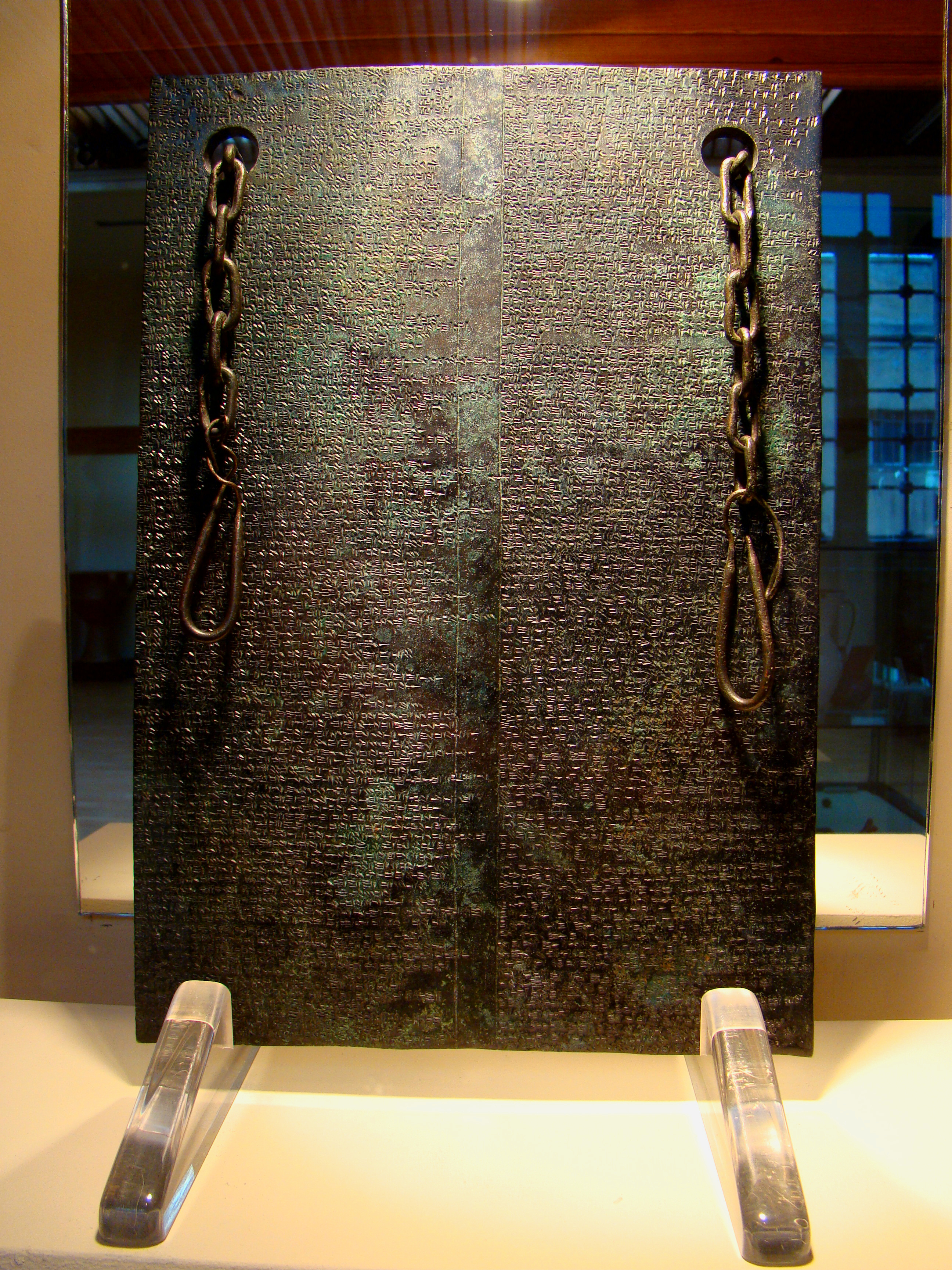
Bronzene Keilschrifttafel aus Hattuša

Zu Letzteren gehören Kopien des Friedensvertrags zwischen dem hethitischen und dem ägyptischen Reich nach der Schlacht bei Kadesch, die den ersten bekannten schriftlich festgehaltenen Friedensvertrag der Geschichte darstellen. Ein weiteres bemerkenswertes Schriftzeugnis ist eine Bronzetafel mit den Maßen 23,5 × 34,5 cm, die 1986 in Hattuša gefunden wurde und deren Text eine Grenzberichtigung zum Inhalt hat. Dabei handelt es sich um das einzige in Anatolien gefundene Keilschriftzeugnis in Bronze. Diese Tafeln mit Schriftstücken in hethitischer Sprache wurden 2001 ins Archiv des Weltdokumentenerbes aufgenommen.

### Phryger

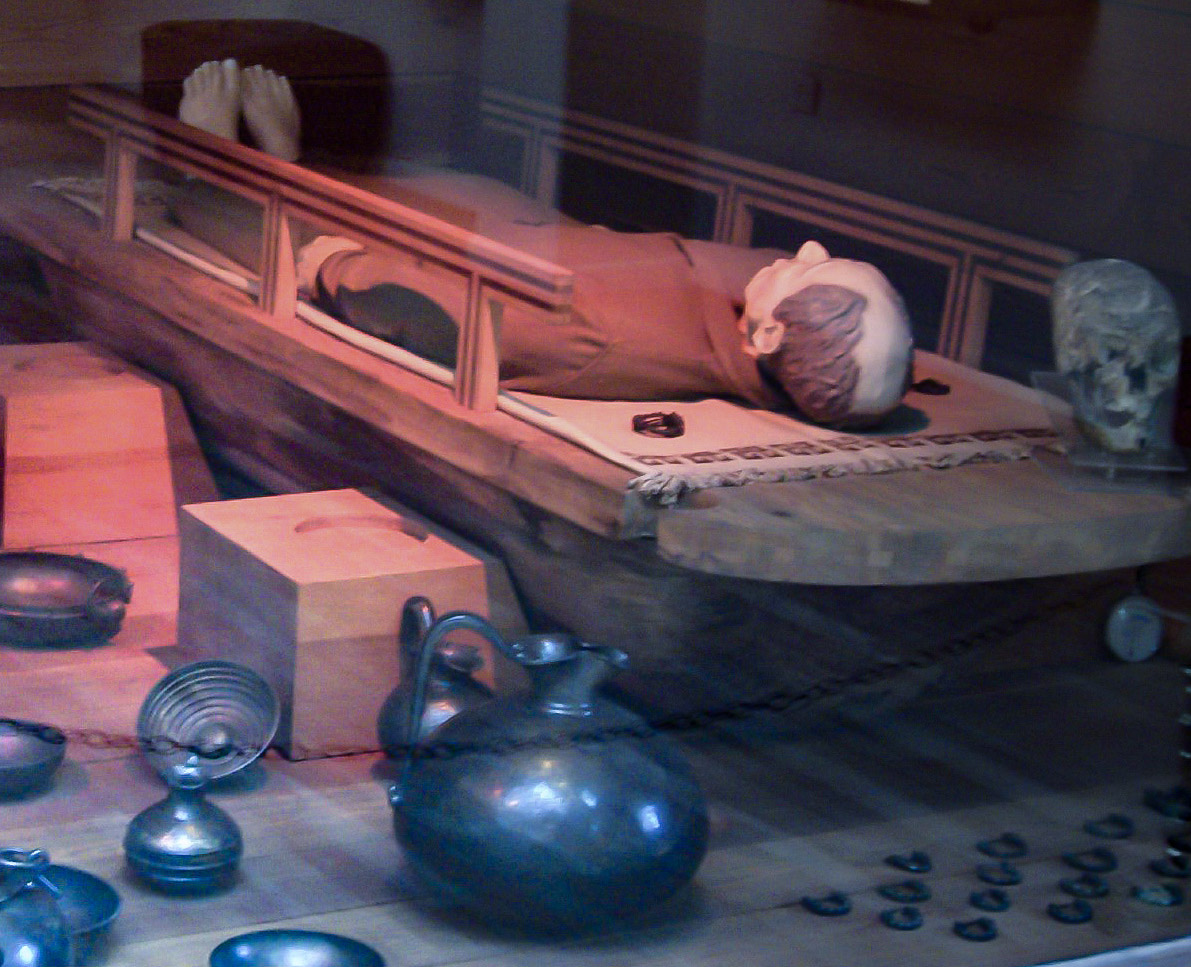
Rekonstruktion der Grabkammer des Midas aus Gordion

Das Prunkstück aus der Zeit des Phrygerreichs (1200–700 v. Chr.) ist die Nachbildung der Grabkammer aus dem großen Tumulus (Hügelgrab) von Gordion, in der möglicherweise König Midas bestattet ist. In der Süd- und Osthalle sind weiterhin phrygische Bronzegefäße, beispielsweise Kessel, Schalen, Teller, Siebkannen, Schöpfkellen und zahlreiche Bronzefibeln zu sehen, die ebenfalls aus Gordion und Umgebung stammen. Sehenswert sind zudem Holzmöbel, verziert mit geometrischen Mustern, aber auch hölzerne Skulpturen von Pferden, Löwen und Stieren sowie Holzreliefs mit mythologischen Szenen, die in relativ gutem Erhaltungszustand aus dem Tumulus von Gordion und anderen nahegelegenen Tumuli zutage kamen.
Bei der auf der Töpferscheibe entstandenen phrygischen Keramik gibt es monochrome Erzeugnisse und Buntkeramik. Die einfarbigen Gefäße haben meist einen schwarzen oder grauen Überzug, die Buntkeramik ist auf einem rötlich-braunen und hellen Überzug bemalt. Dabei treten geometrische Muster, Vierecke, Dreiecke, Zickzackband, Schlingenband- und Schachbrettmuster, die das Gefäß lückenlos bedecken, ebenso auf wie Bildfelder mit Tierdarstellungen.

### Urartäer

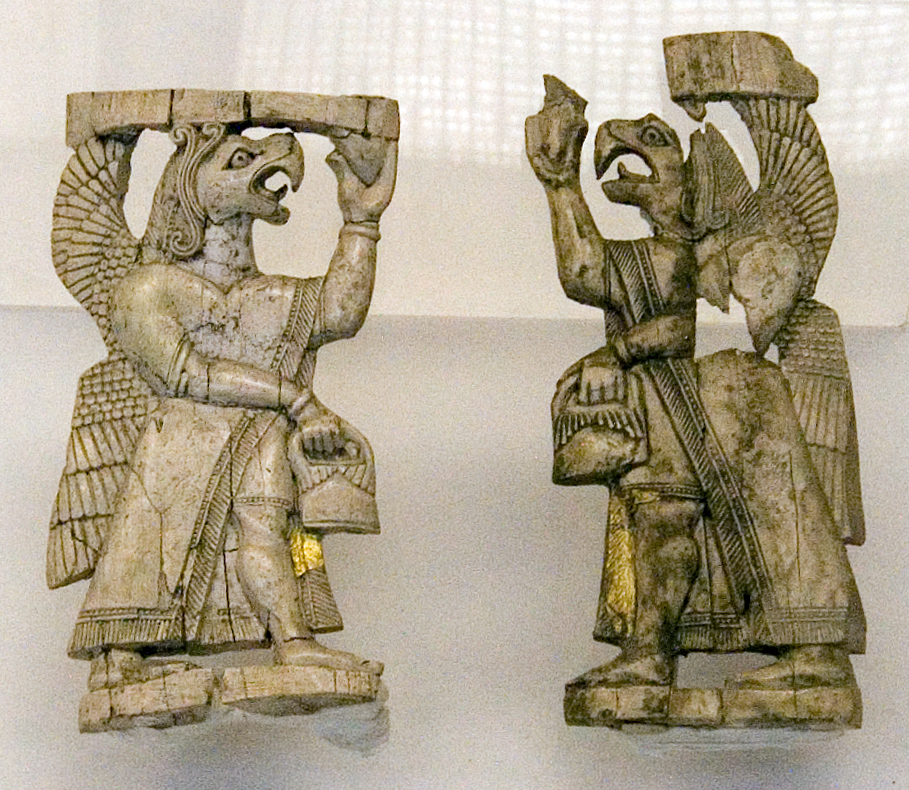
Elfenbeinschnitzereien aus Altıntepe

Aus dem Reich von Urartu in der Gegend um den Vansee, das seine Blütezeit im neunten und achten Jahrhundert v. Chr. hatte, sind Funde unter anderem aus Toprakkale, Altıntepe, Anzavurtepe, Çavuştepe, Adilcevaz, Kayalıdere und Van ausgestellt. Hierbei sind vor allem die kunstvollen Elfenbeinschnitzereien hervorzuheben, die meist Teile von Möbeln sind. Sie zeigen unter anderem Greifen, Gesichter, Hirsche und Löwen. Weiterhin sind Bronzegegenstände zu sehen, die auch nach Phrygien, Griechenland und Italien exportiert wurden, zum Beispiel Kessel mit Figurenschmuck, Gürtel, Schilde, Helme, Votivtafeln, Pferdegeschirr und Köcher, sowie Stempel- und Rollsiegel.

### Lyder
Lydische Überreste werden durch die Funde aus dem Harra-Tumulus bei Kırkağaç in der Provinz Manisa und aus dem Aktepe-Tumulus bei Uşak, beide in Westanatolien, repräsentiert, die in den 1960er-Jahren als Lyderschatz bekannt wurden. Er besteht vor allem aus Schalen und Schmuckstücken aus Edelmetall, ferner aus Siegeln und Freskenfragmenten. Die Entstehungszeit der Ausstellungsstücke war die zweite Hälfte des 6. Jahrhunderts v. Chr.

### Klassische Antike bis Neuzeit
Im letzten Raum des Ostteils sind Statuen, Statuetten, Keramik, Schmuck und Münzen aus griechischer, römischer, seldschukischer und schließlich osmanischer Zeit zu sehen. Diese sind nicht mehr nach Epochen, sondern nach Materialgruppen angeordnet.

### Hethitische und phrygische Orthostatenreliefs und Skulpturen

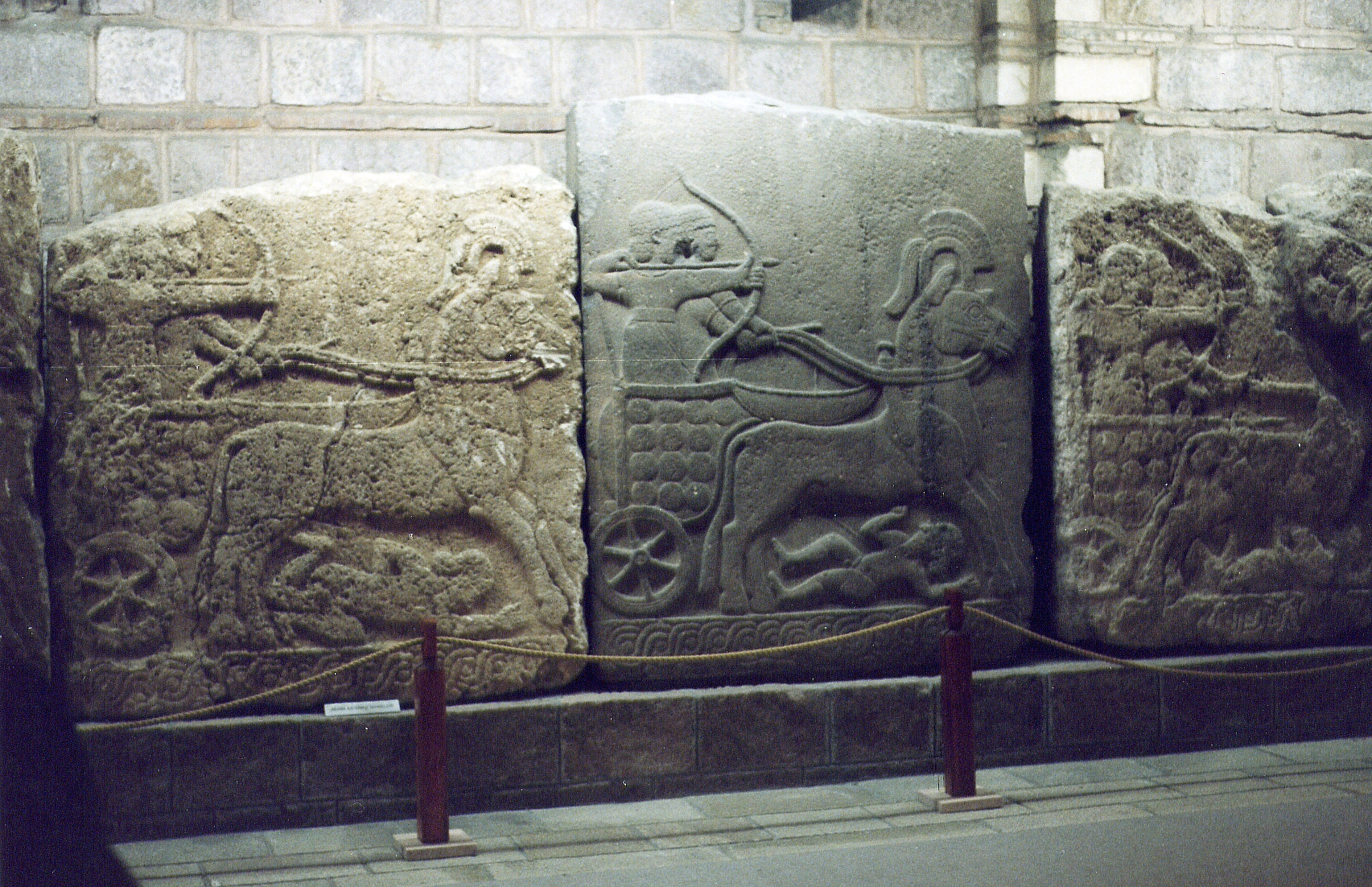
Reliefs aus Karkemisch, Streitwagen, die einen Gegner überfahren

Im Mittelsaal schließlich sind Großplastiken aus der Zeit des hethitischen Großreichs (1450–1200 v. Chr.) und der Epoche der späthethitischen Kleinkönigreiche (1200–700 v. Chr.) zu sehen sowie einige phrygische Großskulpturen. Bemerkenswert sind die beiden monumentalen Sphingen und die Reliefreihe vom Stadttor in Alacahöyük. Sie zeigen Götter und Prozessionen, aber auch Tiere, Jagdszenen und eine so genannte Gauklerszene mit Musikanten und vermutlich Akrobaten.

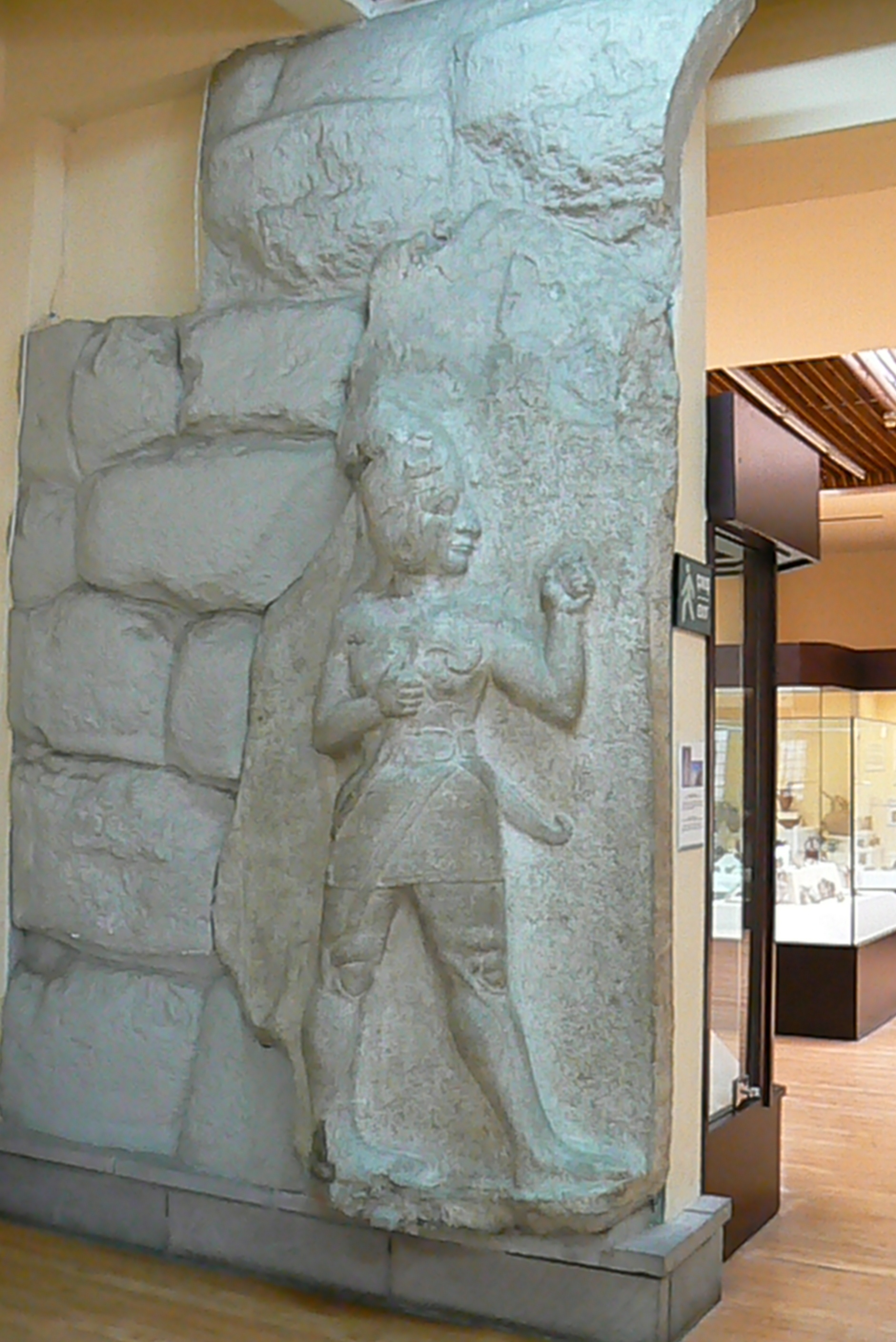
Halbrelief eines Kriegers vom Königstor in Hattuša

Im Durchgang zum Westteil steht das bekannte Halbrelief eines kriegerischen Gottes vom Königstor in Hattuša. Aus späthethitischer Zeit sind die Reliefs aus Karkemiš zu erwähnen mit König Yariri, spielenden Königskindern, einem Trauerzug, Wagenkämpfern und einem Profilrelief der Stadtgöttin Kubaba. Die Werke aus dieser Zeit zeigen schon assyrische Einflüsse, ebenso wie diejenigen aus Arslantepe bei Malatya. Unter diesen ist ein Relief des dortigen Königs Sulumeli, der den Göttern ein Trankopfer darbringt. Außerdem befindet sich dort ein Sphingenpaar und ein Portallöwe aus Sakçagözü, sowie Pferd-, Stier- und Löwenreliefs aus phrygischer Zeit, gefunden bei Ankara. Weitere Reliefs und Stelen stammen aus Sultanhanı, Köylütolu, Andaval, Darende, Kayseri und Atabey nahe Malatya.

### Untergeschoss
Im Untergeschoss sind ausgewählte Funde aus der Archäologie Ankaras ausgestellt, die einen kleinen, regional fokussierten Ausschnitt aus der Sammlung des Museums bilden. Da Ankara als städtische Siedlung erst seit phrygischer Zeit existiert, sind relativ viele Stücke aus klassischer Zeit zu sehen.

### Außenbereich
Im Gartenbereich vor dem Haupteingang sind einzelne Funde aus verschiedenen Epochen aufgestellt, bemerkenswert ist hier die Nachbildung der hethitischen Großplastik aus Fasıllar. Diese Sammlung setzt sich fort an der Westseite des Gebäudes mit Steinskulpturen, Gebäudefragmenten und Stelen aus klassischer bis osmanischer Zeit, die in Ankara und der näheren Umgebung gefunden wurden.

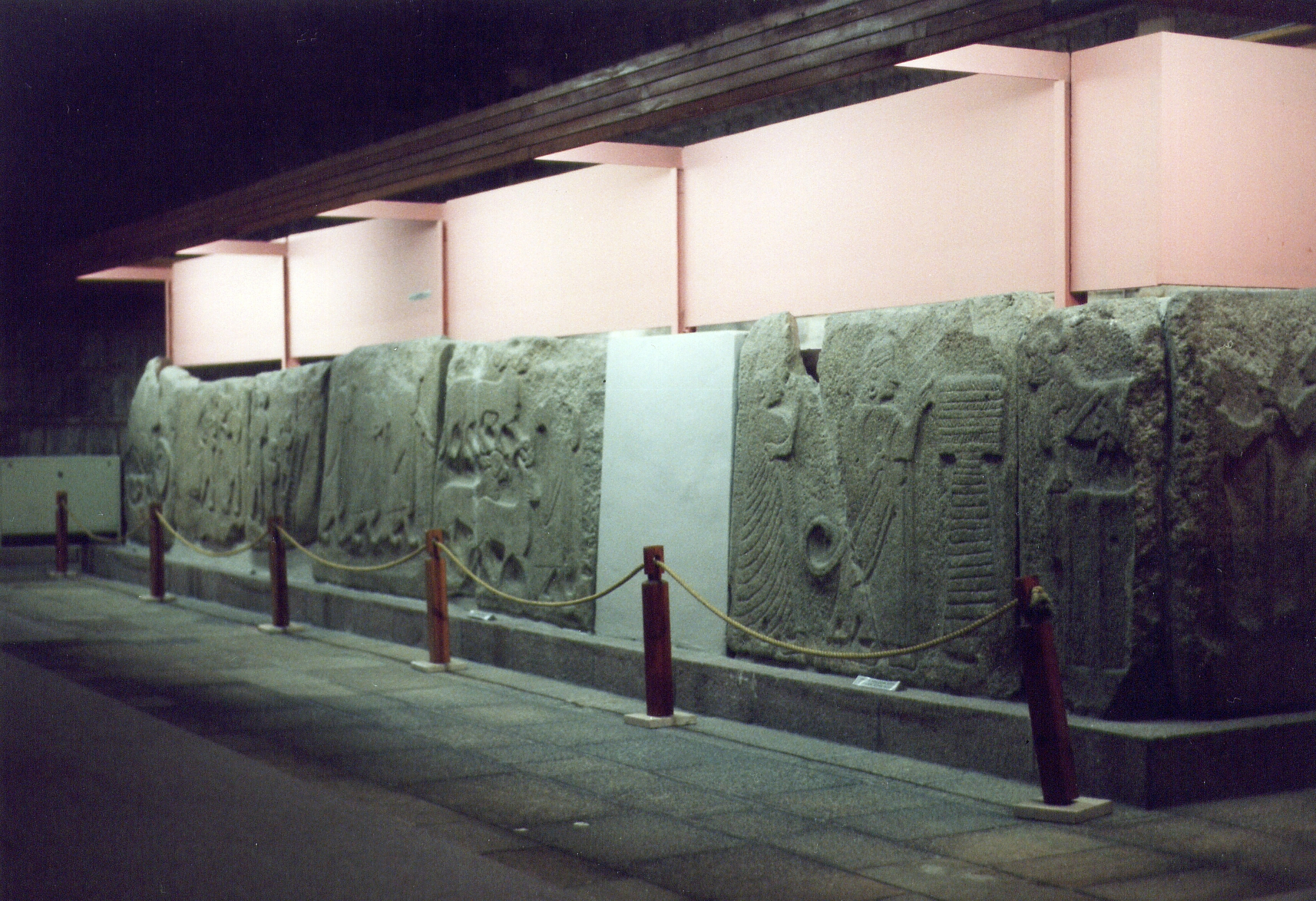
Reliefs vom Sphinxtor in Alacahöyük
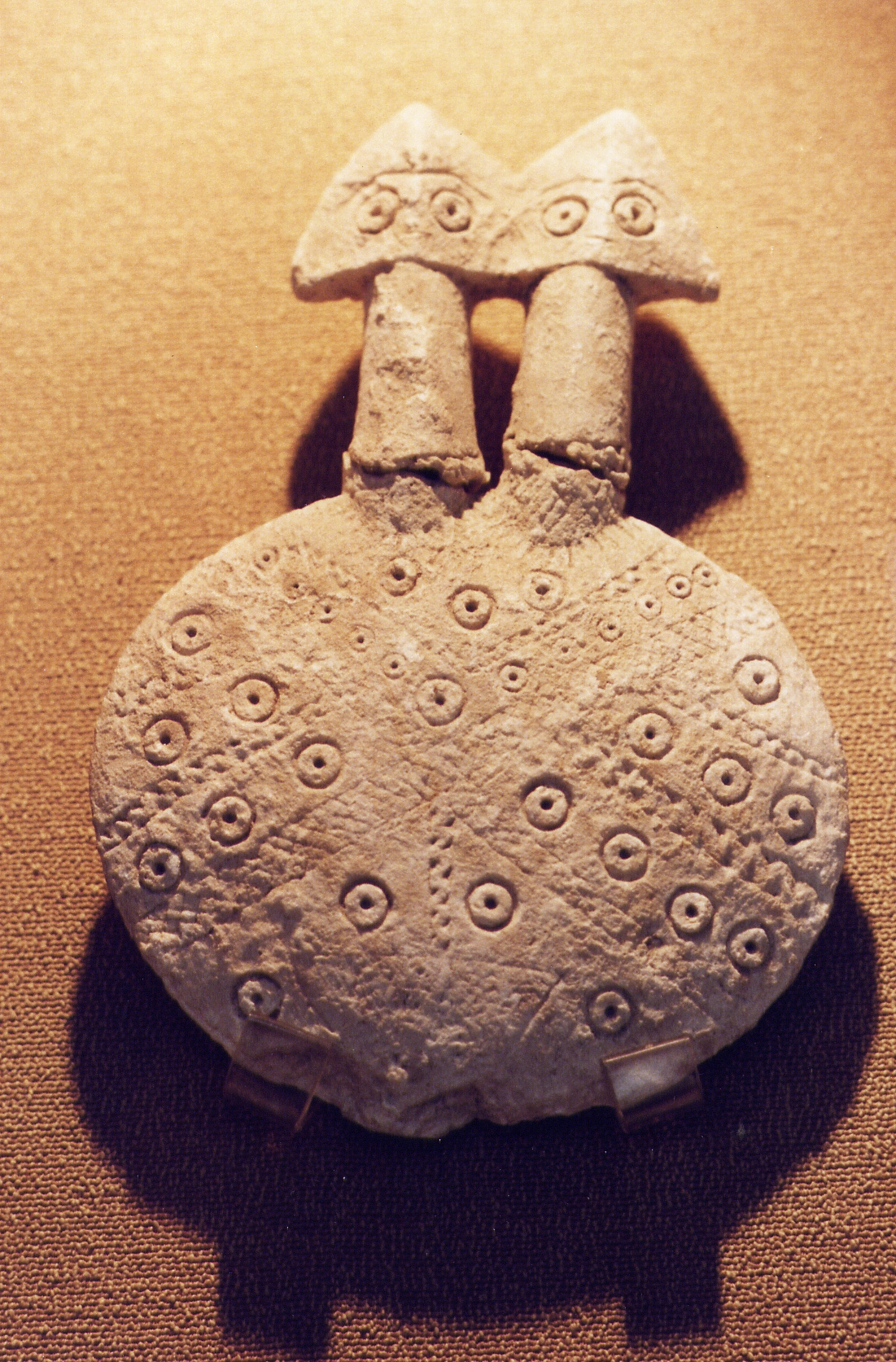
Idol aus Kültepe
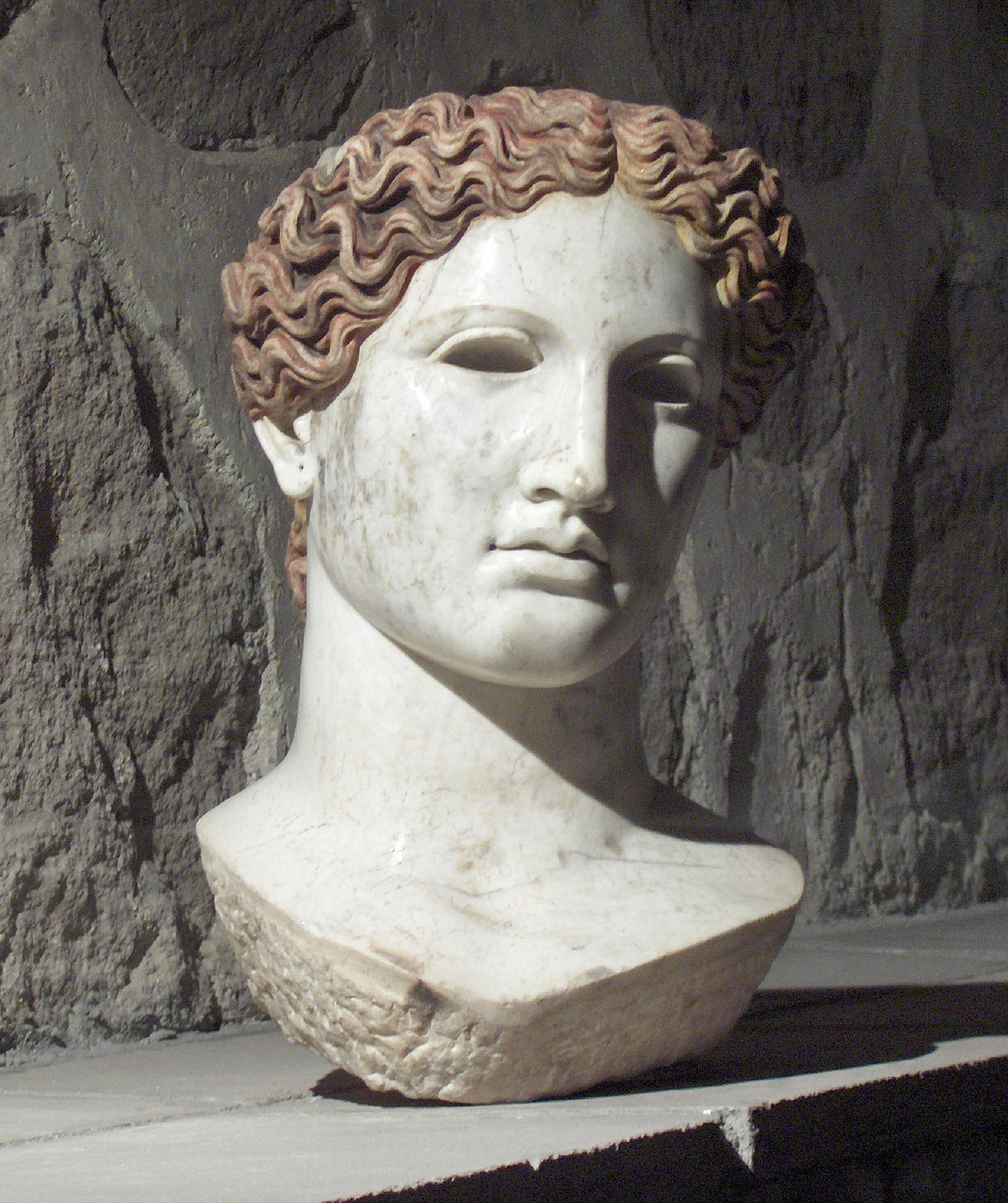
Römischer Kopf einer Göttin 2. Jhd.
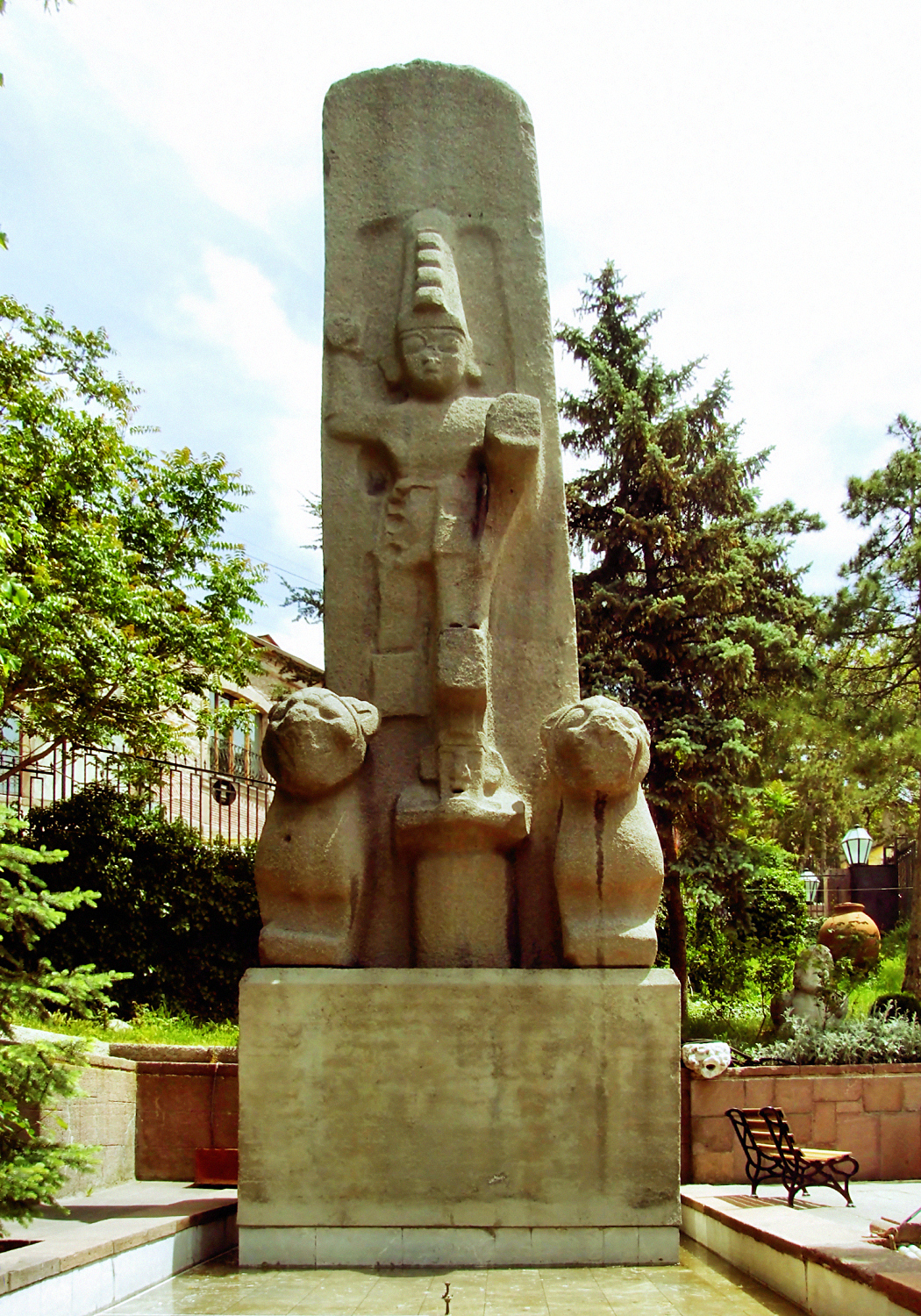
Kopie des Monuments von Fasıllar

## Aktivitäten
Das Museum gibt seit 1986 ein Jahrbuch (türkisch Yıllık) heraus. Es war und ist weiterhin an zahlreichen Ausgrabungen beteiligt, darunter am Augustustempel, am römischen Theater und dem römischen Bad in Ankara, in Şereflikoçhisar, Iuliopolis, Haymana-Bahçecik in der Provinz Ankara und am Tumulus von Kurtsivrisi in der Provinz Kırıkkale.
Bei Rettungsgrabungen an der Sinap-Formation unter der Leitung von Berna Alpagut wurde 1995 ein zweites Exemplar eines Schädels des Ankarapithecus gefunden, das im Museum restauriert wurde und jetzt ausgestellt ist. Er wurde auf 9,8 Millionen Jahre datiert.